# Dibbur, Arsikere
Dibbur là một làng thuộc tehsil Arsikere, huyện Hassan, bang Karnataka, Ấn Độ.